# Ima fusca
Ima fusca es una especie de mantis de la familia Iridopterygidae. Es la única especie del género Ima.

## Distribución geográfica
Se encuentra en Queensland (Australia).